# 马顿·奥妮陶
马顿·奥妮陶（匈牙利語：Márton Anita；發音：[ˈmaːrton ˈɒnitɒ]；1989年1月15日—）是一名匈牙利女子铅球运动员，以19.87米赢得2016年里约奥运会女子铅球铜牌。